# Championnats d'Europe de cyclo-cross 2006
Navigation
Édition précédente Édition suivante
Les Championnats d'Europe de cyclo-cross 2006 se sont déroulés le 9 décembre 2006, à Huijbergen aux Pays-Bas.

## Résultats

### Hommes
| Épreuves        | Or                | Argent        | Bronze          |
| --------------- | ----------------- | ------------- | --------------- |
| Moins de 23 ans | Niels Albert      | Zdeněk Štybar | Rob Peeters     |
| Juniors         | Vincent Baestaens | Joeri Adams   | Ramon Sinkeldam |

### Femmes
| Épreuves | Or                   | Argent            | Bronze       |
| -------- | -------------------- | ----------------- | ------------ |
| Élites   | Daphny van den Brand | Hanka Kupfernagel | Marianne Vos |

## Tableau des médailles
| Rang  | Nation    | Or | Argent | Bronze | Total |
| ----- | --------- | -- | ------ | ------ | ----- |
| 1     | Belgique  | 2  | 1      | 1      | 4     |
| 2     | Pays-Bas  | 1  | 0      | 2      | 3     |
| 3     | Allemagne | 0  | 1      | 0      | 1     |
| 3     | Tchéquie  | 0  | 1      | 0      | 1     |
| Total | Total     | 3  | 3      | 3      | 9     |